# Смит, Виола
Виола Смит (урождённая Шмитц; 29 ноября 1912 — 21 октября 2020) — американская ударница, наиболее известная своей работой в оркестрах, свинг-группах и популярной музыке с 1920-х годов до 1975 года. Одна из первых профессиональных женщин-барабанщиков.

## Ранний период жизни
Виола Шмитц выросла в Маунт-Калвари, штат Висконсин, с семью сёстрами и двумя братьями. Все сначала учились игре на фортепиано, но только девушкам предстояло играть в гёрл-оркестре, задуманном их отцом. Родители Виолы управляли концертным залом в её родном селении Маунт-Калвари.

## Карьера
В 1920-х и 1930-х годах Виола Смит играла в «Семейном оркестре сестёр Шмитц» (позже — «Оркестр сестёр Смит»), основанном её отцом в Висконсине. Ирэн (Шмитц) Аблер играла на тромбоне, Эрма Шмитц на вибрафоне, Эдвина Шмитц на трубе, Виола Шмитц на барабанах, Лила Шмитц на саксофоне, Милдред (Шмитц) Барташ на бас-скрипке, Лоретта (Шмитц) Лёр на фортепиано и Салли (Шмитц) Элленбэк на бас-саксофоне. По выходным и летним каникулам они гастролировали по трассе «Радиокейт-Орфей» (RKO) в водевиле и кинотеатрах, а некоторые из сестёр ещё учились в школе. По словам её племянника Денниса Барташа, её большим прорывом стала игра с сёстрами на радиошоу Major Bowes Amateur Hour в 1930-х годах. В 1938 году Виола и Милдред основали Coquettes, женский оркестр, просуществовавший до 1942 года. Милдред Барташ играла на кларнете и саксофоне.
В 1942 году Смит написала статью для журнала Down Beat под названием «Дайте шанс девушкам-музыкантам!» в которой она утверждала, что женщины-музыканты могут играть так же хорошо, как и мужчины. Она утверждала: «Во времена чрезвычайного положения в стране многие звездные инструменталисты известных групп призваны на службу. Вместо того, чтобы заменить их кем-то посредственным, почему бы не позволить некоторым из великих девушек-музыкантов страны занять их место?»
В 1942 году, после того, как Милдред вышла замуж, Смит переехала в Нью-Йорк, где один из её учителей, Билли Гладстон, подарил ей комплект самодельных малых барабанов, а потом она получила летнюю стипендию в Джульярдской школе и присоединилась к коммерчески успешному гёрл-оркестру Фила Спитального «Час очарования». Позже она будет играть с симфоническим оркестром NBC. Её узнаваемая установка состоит из 13 барабанов, в частности, два 16-дюймовых там-тама на уровне плеча были только у неё, однако Смит заметила, что Луи Беллсон стал использовать таким же образом 2 бас-барабана после их встречи. В годы Второй мировой войны Смит приняла участие в записи музыки для фильмов «Когда Джонни вернётся домой»[en] и «Сюда идут студентки» в качестве члена Национального симфонического оркестра и даже выступала с Эллой Фицджеральд и Чиком Уэббом. Её называли «Джином Крупой в юбке» и «самой быстрой девушкой-барабанщиком». В 1949 году Смит выступила на инаугурации президента Гарри Трумэна. До 1954 года служила в оркестре «Час очарования».
После распада «Часа очарования» она возглавила собственную группу «Виола и семнадцать барабанов». С 1966 по 1970 год она играла с группой Kit Kat Band, которая была частью оригинального коллектива бродвейского мюзикла Кабаре 1960-х годов. Allegro Magazine, том 113, номер 10 от 10 ноября 2013 года, посвятила Смит статью «Столетие свинга: Никогда не теряй свой ритм!»
В апреле 2019 года Смит все ещё активно играла на барабанах в возрасте 106 лет в группе Косты Месы «Forever Young Band: America’s Oldest Act of Professional Entertainers» как одна из старейших живущих мейнстримовых музыкантов.

## Появление в фильмах
- Когда Джонни вернётся домой (1942)
- Сюда идут студентки (1945)

## Телевизионные выступления
- У меня есть секрет (CBS)
- Шоу Эда Салливана (CBS) — пять раз

## Бродвейские мюзиклы
- Кабаре